# Davi Santos
Davi Santos (Rio de Janeiro, 1º febbraio 1990) è un attore brasiliano-statunitense, noto soprattutto per aver interpretato Sir Ivan, The Gold Ranger nella serie televisiva Power Rangers Dino Charge..
È sceneggiatore e attore protagonista di The Cure, un cortometraggio che è stato presentato in anteprima mondiale al Festival di Cannes.

## Biografia

### Giovinezza
Santos è nato a Rio de Janeiro. Alla fine del 1990, la famiglia di Santos emigrò a New York City, e lui crebbe ad Astoria, un quartiere nell'angolo nord-occidentale del Queens.
Santos ha frequentato la Professional Performing Arts School insieme a Connor Paolo e Sarah Hyland. Si è diplomato alla LaGuardia Arts "Fame" High School. Nel 2008, Santos si è iscritto al Macaulay Honors College del Lehman College, dove ha progettato i corsi del suo CUNY BA personalizzato in Filosofia cognitiva ed Arti teatrali. Alla Lehman ha recitato in una produzione di Uno sguardo dal ponte di Arthur Miller diretta da Susan Soetaert nel 2010. Pratica arti marziali dall'età di 8 anni e detiene una cintura nera secondo Dan nel Shotokan Karate.

### Carriera
Con un background nel teatro e nella pubblicità, Santos è apparso Off-Broadway tra il 2009 e il 2012 in alcune opere teatrali in anteprima al New York Theatre Festival, al Samuel French Play Festival e al New York International Fringe Festival. Negli ultimi anni dell'adolescenza ha sceneggiato la docufiction sul raggiungimento della maggiore età Lone Prophet, utilizzando il cinema di guerriglia a sostegno del DREAM Act. Nel 2011, ha collaborato con Christopher James Lopez per creare la Densely Hollow Films. Il loro primo cortometraggio, The Cure, è stato presentato in anteprima al Palais des Festivals et des Congress al Festival di Cannes.
Grazie ad un'audizione fatta su nastro Santos ha ottenuto un'apparizione nella serie comica della ABC Non fidarti della str**** dell'interno 23, dopo di che si è unito, per due stagioni, al cast della sitcom americana Mr. Box Office. Ha recitato anche in altre serie televisive come How to Rock di Nickelodeon,Switched at Birth - Al posto tuo di ABC Family, Mystery Girls e Chasing Life.
Nel 2014, Santos è stato scelto per interpretare il Gold Ranger nella serie televisiva Power Rangers Dino Charge. Ruolo che ha ricoperto per due stagioni. Nel 2017 ha recitato nel film Something Like Summer tratto dal romanzo Come se fosse estate di Jay Bell. In quello stesso anno, la Densely Hollow Films ha iniziato le riprese del suo primo lungometraggio, America Adrift, prodotto da James Manos Jr., in cui Santos recitava al fianco di Lauren Velez e Tony Plana. Santos è apparso anche nel film horror Polaroid, uscito nel 2019.
Nel luglio 2018, Santos è stato scelto per interpretare il ruolo di Gabe nella serie drammatica fantasy della CBS All Access Tell Me a Story, andata in onda dall'ottobre 2018 al febbraio 2020.

## Vita privata
Davi Santos è un attivista LGBT e si batte anche per i diritti degli animali.

## Filmografia

### Attore

#### Cinema
- The Support Group, regia di Kevin Slack - cortometraggio (2010)
- Bemvindo, regia di Alexandra Roxo - cortometraggio (2010)
- The Cure, regia di Christopher James Lopez - cortometraggio (2012)
- Lone Prophet, regia di Sebastian Rea (2013)
- Densely Hollow, regia di Christopher James Lopez e Davi Santos (2013)
- Amongst - cortometraggio (2014)
- Week Night Stands, regia di Tash Ann, John W. Griffiths, Jamie Jones e Davi Santos - cortometraggio (2014)
- In the Deep, regia di Christopher James Lopez - cortometraggio (2015)
- Power Rangers Dino Charge Halloween, regia di Stephen Lentini - cortometraggio (2015)
- America Adrift, regia di Christopher James Lopez (2016)
- Something Like Summer, regia di David Berry (2017)
- The Man from Earth: Holocene, regia di Richard Schenkman (2017)
- Margaux in America, regia di Eleanor Hoppe - cortometraggio (2017)
- Devout, regia di Christopher James Lopez - cortometraggio (2018)
- Polaroid, regia di Lars Klevberg (2019)
- 47 metri - Uncaged (47 Meters Down: Uncaged), regia di Johannes Roberts (2019)
- The Billionaire, regia di Michael Philip (2020)
- Kappa Kappa Die, regia di Zelda Williams (2020)
- Father of Flies, regia di Ben Charles Edwards (2021)
- 13 minuti, regia di Lindsay Gossling (2021)
- Free Bench Must Pick Up Today, regia di Gus Reed - cortometraggio (2023)
- Infinite Dreamers, regia di Aideal - cortometraggio (2024)

#### Televisione
- Chasing 8s – serie TV, 1 episodio (2012)
- How to Rock – serie TV, 1 episodio (2012)
- Non fidarti della str**** dell'interno 23 (Don't Trust the B---- in Apartment 23) – serie TV, 1 episodio (2013)
- Mr. Box Office – serie TV, 23 episodi (2012-2013)
- Switched at Birth - Al posto tuo (Switched at Birth) – serie TV, 1 episodio (2014)
- Mystery Girls – serie TV, 1 episodio (2014)
- Preface to Being Jaded – serie TV, 1 episodio (2014)
- Chasing Life – serie TV, 1 episodio (2015)
- Power Rangers Dino Charge – serie TV, 35 episodi (2015-2016)
- Kirby Buckets – serie TV, 1 episodio (2017)
- Will & Grace – serie TV, 1 episodio (2017)
- Law & Order True Crime – serie TV, 3 episodi (2017)
- Tell Me a Story – serie TV, 10 episodi (2018-2019)
- Power Rangers Beast Morphers – serie TV, 2 episodi (2020)
- The Shadow Diaries – serie TV, 3 episodi (2020)
- Good Sam – serie TV, 13 episodi (2022)

### Sceneggiatore
- The Cure, regia di Christopher James Lopez - cortometraggio (2012)
- Lone Prophet, regia di Sebastian Rea (2013)
- Densely Hollow, regia di Christopher James Lopez e Davi Santos (2013)
- Week Night Stands, regia di Tash Ann, John W. Griffiths, Jamie Jones e Davi Santos - cortometraggio (2014)

### Produttore
- Lone Prophet, regia di Sebastian Rea (2013)
- Densely Hollow, regia di Christopher James Lopez e Davi Santos (2013)
- Week Night Stands, regia di Tash Ann, John W. Griffiths, Jamie Jones e Davi Santos - cortometraggio (2014)
- Day Off, regia di Christopher James Lopez - cortometraggio (2017)
- Devout, regia di Christopher James Lopez - cortometraggio (2018)

### Regista
- Densely Hollow, regia di Christopher James Lopez e Davi Santos (2013)
- Week Night Stands, regia di Tash Ann, John W. Griffiths, Jamie Jones e Davi Santos - cortometraggio (2014)

### Doppiatore
- Animal Farmers PSA, regia di Nik Tyler - cortometraggio (2021)
- Call of Duty: Vanguard - videogioco (2021)
- Battlefield 2042 - videogioco (2022)
- Call of Duty: Mobile - videogioco (2022)
- Call of Duty: Modern Warfare III - videogioco (2023)

## Doppiatori italiani
Nelle versioni in italiano delle opere in cui ha recitato, Davi Santos è stato doppiato da:
- Andrea Oldani in  Power Rangers Dino Charge, Power Rangers Super Dino Charge, Power Rangers Beast Morphers, 13 minuti
- Mirko Cannella in Tell Me a Story
- David Chevalier in Polaroid
- Alessandro Campaiola in Good Sam